# فينس هانسون
فينس هانسون (26 ديسمبر 1923 في الولايات المتحدة - 30 أغسطس 2009) (بالإنجليزية: Vince Hanson)‏ هو مدرب كرة سلة ولاعب كرة سلة أمريكي في مركز الوسط. لعب مع Washington State Cougars men's basketball ‏.

## وصلات خارجية
- فينس هانسون على موقع سبورتس رفرنس (الإنجليزية)
- فينس هانسون على موقع كلية كرة السلة في سبورتس رفرنس.كوم (الإنجليزية)
- فينس هانسون على موقع ريلجم (الإنجليزية)